# Tourtière
La tourtière è un pasticcio di carne franco canadese, solitamente a base di carne di maiale, vitello o manzo macinata con patate. È un piatto tradizionale servito in tutto il Canada e nelle aree confinanti degli Stati Uniti. Nella regione del New England degli Stati Uniti, gli immigrati dal Quebec tra la fine del XIX e l'inizio del XX secolo introdussero questo piatto. È una parte tradizionale del réveillon di Natale e del pasto di Capodanno in Québec.
Non esiste un riempimento corretto; la carne dipende da ciò che è disponibile a livello regionale. Nelle zone costiere si usa comunemente pesce come il salmone, mentre nell'entroterra sono spesso inclusi carne di maiale, manzo, coniglio e selvaggina.
Tourtière è stata definita "un esempio della 'cucina degli occupati', cibo francese attraverso gli inglesi, che conquistarono il Quebec nel 1759".

## Diffusione

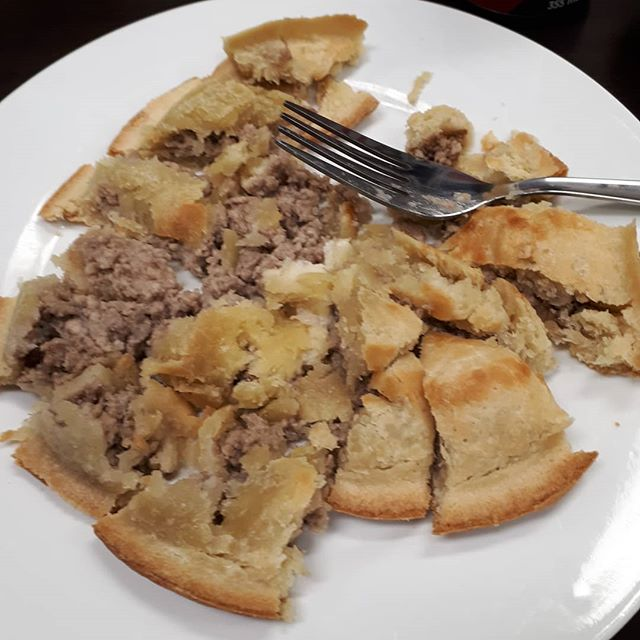
Torta di carne di maiale tradizionale francese canadese

È diffuso in particolare nella regione del Québec, dove costituisce uno dei piatti tradizionali della vigilia di Natale, ma è consumato anche nel resto del paese e nelle aree degli Stati Uniti più vicine al confine con il Canada come Maine, Rhode Island, Vermont, New Hampshire e Massachusetts, dove fu introdotto tra il XIX e il XX secolo da migranti provenienti dal Quebec.

## Descrizione
Di solito il ripieno è preparato con carne di maiale, vitello o manzo tagliata a dadini, talvolta con l'aggiunta di cacciagione, ma non esiste una ricetta univoca dal momento che vi sono diverse varianti regionali. La ricetta del Saguenay-Lac-Saint-Jean e del Quebec orientale ad esempio prevede diversi tipi di carne, compresa la selvaggina, e l'aggiunta di patate, mentre a Montréal si utilizza solamente il maiale.

## Ricetta[4][5]
Per preparare la ricetta del tourtière, sformato di carne e patate tipico del Quebec, iniziate facendo un impasto con la farina, il burro, il sale e l'uovo.
Avvolgetelo in pellicola trasparente e fatelo riposare nel frigorifero per 30 minuti.
Bollite, pelate e schiacciate le patate.
Riscaldate il forno a 200 °C con ventilazione.
Mescolate la carne di maiale con la carne di manzo, le patate schiacciate, la cipolla, l'acqua, 1 1/2 cucchiaini di sale, il timo, la polvere di salvia, pepe in abbondanza, la polvere di cannella e la polvere di chiodi di garofano.
Mettete la carne in una padella capiente e fatela friggere a fiamma moderata, mescolando per circa 2-3 minuti.
Abbassate la fiamma e fate rosolare per ancora 5-8 minuti a fiamma lenta mescolando di tanto in tanto.
Dividete in due parti (una parte un poco più grande dell'altra) la pasta frolla e allargatela con un mattarello sul piano di lavoro infarinato.
Imburrate uno stampo dai bordi alti (24 cm di diametro) e stendetevi il foglio di pasta frolla un poco più grande formando anche un bordo alto. Versate la carne nello stampo, lisciatela con un cucchiaio e stendetevi sopra il secondo foglio di pasta frolla.
Chiudete bene i bordi, poi con un coltellino affilato intagliate un poco la pasta (a piacere anche in maniera decorativa) in modo che il vapore acqueo possa uscire durante la cottura.
Coprite il bordi con una striscia di carta d'alluminio.
Fate cuocere nel forno caldo per 25 minuti, poi tirate via la carta d'alluminio e fate indorare per ancora 20 minuti.
Fate intiepidire la tourtière per circa 10 minuti, poi tagliatela a fette. Servite subito.